# 見知らぬ明日
『見知らぬ明日』（みしらぬあす）は、小松左京の長編SF小説。1968年4月より半年にわたって『週刊文春』に連載された。

## 概要
当時、中国は文化大革命のさなかであり、いまだ国連には加盟していない日本からみてもっとも「近くて遠い国」であった。この時代を背景に中国奥地で始まる異星人とのファーストコンタクトを描くことにより、国家間の軋轢や社会主義国の秘密主義など人類社会の矛盾を描きつつ、人類の団結の希望も予感させる描写となっている。ケイブンシャが発行した『大百科シリーズ112 世界の怪獣大百科』の小説の世界の怪獣たちの項で本作の敵宇宙人が巨大クラゲ獣と紹介されている。

## ストーリー
新聞記者の山崎は、外信が伝える中国奥地の武闘のニュースに、内乱以上の何かの気配を感じ取った。おりしもソビエト連邦への出張命令を受け、アエロフロート機でモスクワに向かう途中、彼の乗った飛行機は中ソ国境で不時着してしまう。そこではソビエト陸軍と謎の「敵」が核兵器をも使う熾烈な戦闘を行っていた。山崎はそこで原爆症で瀕死のアメリカ人スパイのファーガスンからメッセージを託される。「敵」は外宇宙からやってきた、意図も性格も全く不明の異星人であり、地球人類のことは虫けら以下と考え、ひたすら殺戮し、時には喰うのだと。人類は全ての力を結集し、この敵にあたらねばならないが、国家間の利害や不信の前には協力は遅遅として進まない。やがて「敵」の侵攻は中国大陸から日本を含む全世界に広がっていくのであった。

## 書籍情報
- 文藝春秋 1969年
- 角川文庫 角川書店 1973年10月 ISBN 4041308046
- ケイブンシャ文庫 勁文社 1989年7月 ISBN 476691001X
- ハルキ文庫 角川春樹事務所 1998年8月 ISBN 4894564262

## 映画化
ゴジラシリーズを手掛けた田中友幸によって、映画化する企画もあったが、企画だけで終わった。